# Pero Anes do Canto

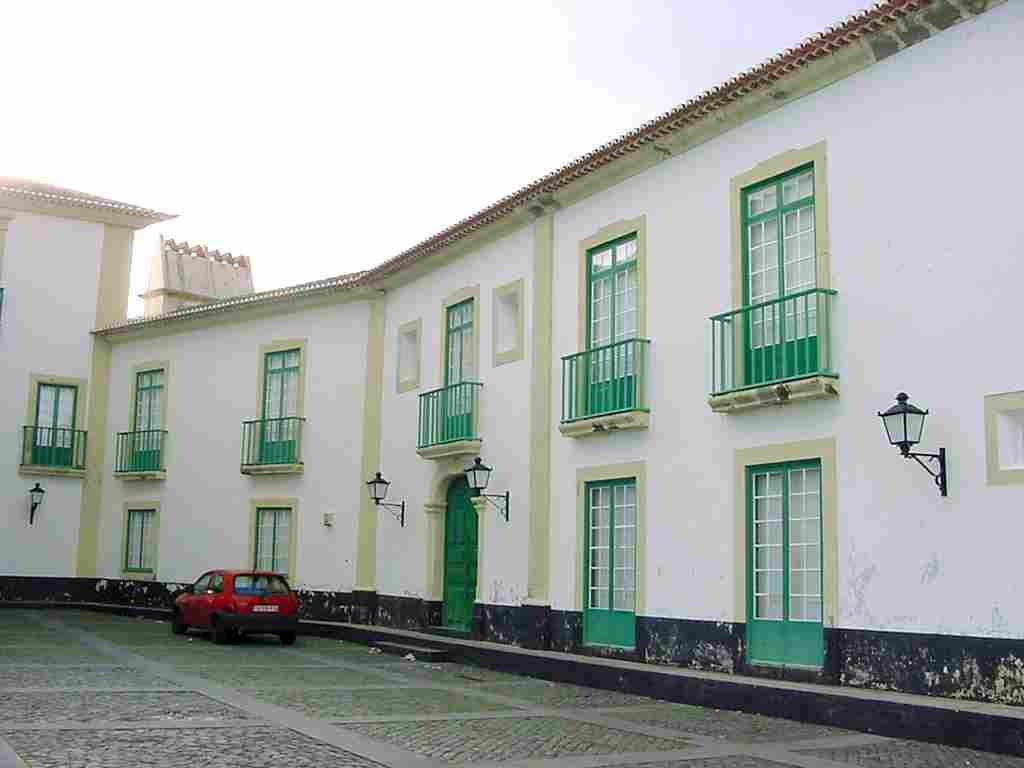
Solar dos Remédios (Angra do Heroísmo, Terceira), residencia de Pero Anes y sede de la Proveeduría de las Armadas

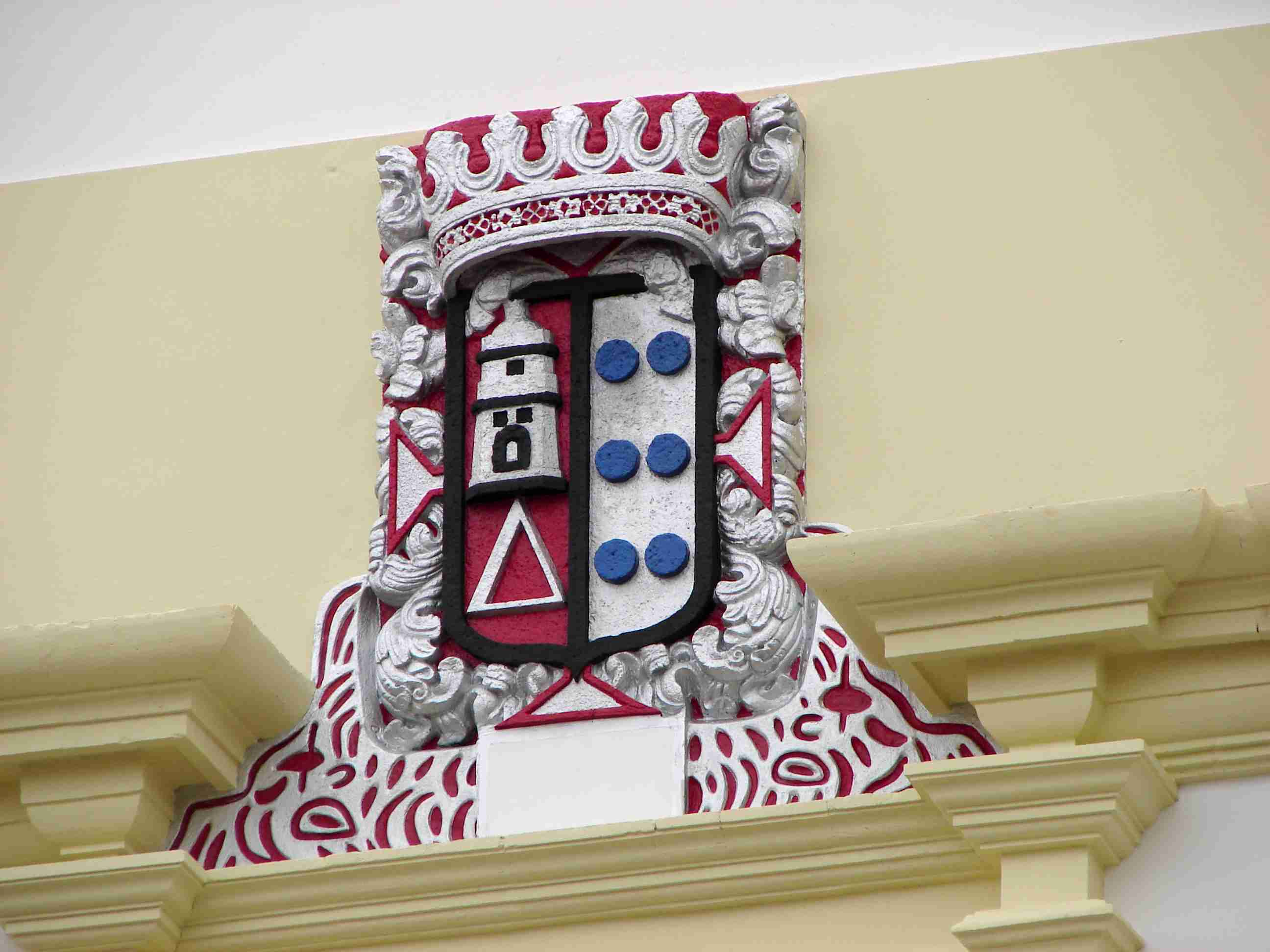
Blasón de la familia Canto y Castro, en la fachada del Solar dos Remédios.

Pero Anes do Canto o Pedro Anes do Canto (Guimarães, 1473 — Angra (Terceira), 18 de agosto de 1556) fue un fidalgo portugués que fue distinguido con el título de Moço Fidalgo da Casa Real con el cargo de la Provedoria das Armadas e Naus da Índia em todas as ilhas dos Açores [Proveeduría de las Armadas y Naos de India en todas las islas Azores], para sí, para sus hijos y descendientes. 

## Biografía
Su familia descendía de Juan de Kent, un noble inglés que acompañó al príncipe de Gales a España en apoyo de Pedro I de Portugal, pasando luego a Portugal y asentándose en Guimarães durante el reinado de Juan I de Portugal. 
Pero era hijo de João Anes do Canto y de su esposa Francisca da Silva, nieto paterno de Vasco Fernandes do Canto y de su esposa, y bisnieto de João Fernandes de Souto Maior y de su esposa Maria do Canto, Pedro Anes do Canto Se casó dos veces, la primera con Joana Abarca, sobrina a cargo de la esposa del capitán João Corte Real, fallecida en noviembre de 1511; la segunda, en 1517, con Violante da Silva, hija del cronista jefe del reino, Duarte Galvão. De estas uniones nacieron António Pires do Canto, João da Silva do Canto y, quizás, Catarina do Canto. Tuvo al menos dos hijos más fuera del matrimonio, Francisco do Canto y Manuel do Canto.
Fue a Madeira a finales del siglo XV o principios del XVI, al servicio del rey, acompañando a su pariente Vasco Afonso, vicario de Machico y visitador de las islas Azores, de las que llegaría a convertirse en heredero universal. Desde Madeira, se trasladó a la isla de Terceira durante la primera década del siglo XVI, estableciéndose allí.
Persona de gran perspicacia para los negocios, invirtió en el mercado inmobiliario. Prediciendo el rápido crecimiento de la villa de Angra, compró a precio irrisorio las tierras que se extendían al lado de Boa Nova (al este) y Corpo Santo (al oeste), que llegaron a proporcionarle rendimientos anuales equivalentes al capital invertido. Posteriormente, también a bajo precio, adquirió el lugar de Porto da Cruz dos Biscoitos, al lado opuesto de la isla, terreno inútil para el cultivo de cereales, donde inició el cultivo de viñedos y árboles frutales. Allí estableció su quinta, construyendo una capilla bajo la advocación de Nossa Senhora do Loreto, y una gran residencia a la que llamó 'O Galeão'. También compró otras extensas áreas de cultivo, lo que le aseguró una gran fortuna.
En 1509 armó un barco a sus expensas, con fuerzas militares y partió de Terceira hacia el norte de África en socorro de la plaza fuerte de Arzila, que se encontraba sitiada por el rey de Fez y con la playa ocupada por numerosas bombardas. Fue uno de los primeros en llegar con su auxilio, con un barco armado, donde con gran peligro, desembarcaron. También participó en la toma de Azamor en 1513.
Por eso, su escudo de armas es rojo, con un baluarte plateado, labrado en negro, con cuatro bombardas de su color entre las almenas, y sostenido por una punta de plata; cimera: esquina del escudo coronada por paloma blanca.
Al tiempo, cuando llegaban al puerto de Biscoitos algunos barcos de la carrera de la India, Pedro Anes repostaba graciosamente las embarcaciones de carnes, aves y frutas. Por estos servicios fue distinguido por el soberano con el título de Moço Fidalgo da Casa Real y, mediante Real Carta del 27 de julio de 1532, le hizo merced de la Provedoria das Armadas e Naus da Índia em todas as ilhas dos Açores, «no solo para ti, sino para tus hijos y descendientes», siendo el primero con ese cargo.
Hizo cinco disposiciones testamentarias, que fueron aprobadas el 18 de abril de 1504 y el 1 de junio de 1543 en nota del notario Diogo Leitão, de la ciudad de Lisboa, y las demás, el 23 de abril de 1547, 15 de mayo de 1549 y 3 de octubre de 1553 en nota de João de Cêa, de la ciudad de Angra do Heroísmo.
En una de las escrituras de Lisboa estableció legado a favor de su hermano António las legítimas paterna y materna, con la obligación de un capilla de misas, en Guimarães, por el alma de sus padres, y ser administradores de esa capilla, su hermano y sus descendientes.
Murió en 1556, habiendo determinado en su testamento de 1543 que su cuerpo fuese enterrado en su Capilla de Nossa Senhora da Nazaré, de Quinta de São Pedro, o en la capilla de São Pedro de la Iglesia de São Salvador (Angra do Heroísmo), en caso de que muriese en esta ciudad; y determinó además que sus herederos grabaran:

Sepultura de Pedro Annes do Canto, hidalgo de la Casa Real del rey de Portugal D. Juan III de este nombre, que fue el primer hombre que socorrió con un navío lleno de gente a la villa Arzila en el 2.º asedio, que fue en 1509, y estando asediado por el rey de Fez ... fue en la toma de Azamor y las villas de ... y en los muros pertrechados de la provincia de ... , y capitán-mayor siete veces de las Armadas de dicho rey en guardia de las Naos de la India.
Sepultura de Pedro Annes do Canto, fidalgo da Casa Real d'el rei de Portugal D. João III d' este nome, que foi o 1º homem que foi socorrer com um navio cheio de gente a villa de Arzila no 2º cerco, que foi na era de 1509, e estando cercado d' el rei de Fez… … foi na tomada de Azamor e das villas de … … e nos apetrechados muros da provincia de … … …, e capitão-mór sete vezes das Armadas do dito rei em guarda das Naus da India.